# Patrick Stewart
Patrick Stewart, född 13 juli 1940 i Mirfield, West Yorkshire, är en brittisk skådespelare vars karriär spänner över sju årtionden inom olika scenproduktioner, tv, film och datorspel. Han har nominerats till många utmärkelser, däribland Olivier, Tony, Golden Globe, Emmy och Screen Actors Guild. Stewart fick en stjärna på Hollywood Walk of Fame den 16 december 1996. År 2010 blev han adlad av Drottning Elizabeth II för sina insatser inom teater.
1966 blev Stewart medlem i Royal Shakespeare Company. Han gjorde sin Broadway-teaterdebut 1971 i en produktion av En midsommarnattsdröm. 1979 erhöll han Laurence Olivier Award för bästa manliga biroll för sin insats i Antonius och Cleopatra i West End. Hans första tv-roll var i ITV-serien Coronation Street 1967. Hans första större tv-roller var i BBC-sända tv-produktionerna Fall of Eagles (1974), Jag, Claudius (1976) och Mullvaden (1979). År 2008 spelade han Kung Claudius i Hamlet och fick sin andra Olivier Award och sin första Tony Award-nominering för West End respektive Broadway-teaterproduktioner.
Stewart blev, för en bredare publik, känd för sin huvudroll som befälhavaren Jean-Luc Picard i Star Trek: The Next Generation (1987–94) samt efterföljande filmer och tv-serier i Star Treks universum. Han har även spelat huvudroller i tv-produktioner baserade på kända litterära förlagor däribland som Kapten Ahab i Moby Dick på USA Network (1998) och som Ebenezer Scrooge i En julsaga på  TNT. Stewart blev också känd för sina komiska framträdanden i tv-serien Frasier och Extras, för vilka han nominerades för en Emmy Award för bästa gästskådespelare. På senare år har han spelat huvudrollen i Starz-serien Blunt Talk (2015–2016) och återigen repriserat sin roll som Jean-Luc Picard i Star Trek: Picard (2020-2023).
Stewarts första filmroll var i Trevor Nunns Hedda Gabler (1975), följt av insatser i John Boormans Excalibur (1981) och David Lynchs Dune (1984). En av hans mest välkända rollprestationer i film är som Professor Charles Xavier i X-Men-filmserien. Han har även medverkat i filmer som L.A. Story (1991) och Robin Hood – karlar i trikåer (1993). Han är också medverkat som röstskådespelere i filmer som Pagemaster (1994), Prinsen av Egypten (1998), Jimmy Neutron: Underbarnet (2001), Lilla kycklingen (2005), Gnomeo och Julia (2011) och Ted (2012).

## Biografi

### Teater
Stewart gjorde sitt första scenframträdande vid nio års ålder på ett lokalt historiskt festspel utomhus, där han spelade Tom O'Towngate. Då han inte ansågs vara lämplig för en akademisk eller teknisk bana fick han vid 12 års ålder börja studera teaterkonsten i grundskolan.
Vid 15 års ålder hoppade han av skolan och utökade sitt deltagande i lokala teateruppsättningar. Han fick anställning som journalist vid en dagstidning, men då han försummat sitt arbete för teatern, fick han efter ett år ett ultimatum från sin arbetsgivare att antingen välja skådespeleriet eller journalistbanan. Han sade upp sig.
Han arbetade sedan som möbelförsäljare och vid 17 års ålder påbörjade han 1957 en tvåårig skådespelarkurs vid Bristol Old Vic teaterskola. Han förlorade det mesta av sitt hår när han var 19 år (alopecia är ärftlig i hans släkt). Detta var något han sedan framgångsrikt använde för att sälja in sig hos teaterproducenter genom att göra en audition med peruk och en audition utan peruk, och därmed kunde marknadsföra sig som skådespelare både med hår och som skallig.
Efter en period med Manchester Library Theatre blev han medlem i Royal Shakespeare Company 1966 där han uppträdde tillsammans med skådespelare som Ben Kingsley och Ian Richardson, och till och med spelade i teaterns fotbollslag. Han började sedan vid Royal National Theatre i början av 1980-talet.
1991 uppträdde han med en enmansföreställning av Charles Dickens En julsaga där han själv spelade alla av de mer än 40 rollerna. Hans strålande energi och uppträdande upprepades de följande åren 1992 till 1994 och 1996, och återigen 2001 i ett uppförande till stöd för offren i 11 september-attackerna. För framförandet av denna pjäs erhöll han Drama Desk Award för bästa soloföreställning 1992 och en Laurence Olivier Award 1994.  1997 gjorde Patrick Stewart tillsammans med producenten Jude Kelly en version av William Shakespeares Othello, en teaterpjäs han önskat göra sedan han var 14 år. 1998 uppträdde han som Prospero i Shakespeares pjäs Stormen på Broadway i New York.
Trots att han haft stor succé som skådespelare i långfilmer och TV-serier, så föredrar han teaterscenen. Han sa i en intervju att Ingmar Bergman blev tillfrågad om vad han föredrog och han svarade då "Jag älskar att göra film, men teatern är mitt liv." Exakt det sammanfattar det också för mig.

### TV och film
Under åren har Stewart medverkat i flera större TV-serier. Han spelade Sejanus i Jag, Claudius, Karla i Mullvaden och Vinnare och förlorare (Tinker, Tailor, Soldier, Spy och Smiley's People) och gestaltade Claudius i en BBC-uppsättning av Hamlet 1980. Han gjorde även den romantiska manliga huvudrollen i en BBC-produktion av Elizabeth Gaskells roman North and South (bärande en tupé). Han kunde ses i en mindre roll som kung Leondegrance i John Boormans film Excalibur 1981.
I David Lynchs filmversion av Dune 1984 spelade han rollen som Gurney Halleck. En stor del av hans inspelade scener var i biografversionen av filmen bortklippta för att korta ned den långa filmen. Flertalet av hans scener inkluderades senare i en TV-version av filmen.
Efter att ha hållit ett Shakespeare-seminarium 1987 vid University of California i Santa Barbara begav sig Stewart till Los Angeles där han fått rollen som befälhavaren Jean-Luc Picard i TV-serien Star Trek: The Next Generation (1987-1994). Efter nedläggningen av TV-serien spelade han Picard i de uppföljande Star Trek-långfilmerna Generations (1994), First Contact (1996), Insurrection (1998) och Nemesis (2002). Hans liv förändrades avsevärt tack vare Star Trek, och han har om denna tid citerats säga:
Det var nästan enbart en välsignelse. Det introducerade mig till en värld jag aldrig trott jag skulle vara en del av — ryktbarhet, berömmelse, ekonomisk framgång. Det gav mig också möjligheten att arbeta med den bästa grupp av människor som jag någonsin känt.
Lovorden till Stewart efter genombrottet i Star Trek inkluderade en gång under 1990-talet utnämningen till den sexigaste mannen i TV i USA, något som kunde betraktas som en ovanlig betygelse beaktande hans ålder och skallighet. I en intervju med Michael Parkinson uttryckte han sin tacksamhet för Star Trek-skaparen Gene Roddenberrys replik till en journalist som hävdade att på 2300-talet skulle det säkerligen ha kommit en bot mot skallighet, där Roddenberry svarade att på 2300-talet skulle ingen bekymra sig om det.
Han har under sin karriär spelat många olika roller, alltifrån den översvallande homosexuella Sterling i filmen Jeffrey 1995 till kung Henry II av England i The Lion in Winter och kapten Ahab i Moby Dick. Stewart medverkade i X-Men, X-Men 2 och X-Men 3 som Charles Xavier och succén för dessa filmer tycks ha resulterat i ännu en stadig roll i avknoppningar av superhjältefilmer.
Stewart har även medverkat med sin karakteristiska röst i ett antal projekt som uppläsare och berättare, och han har även gett röst till karaktärer i datorspel (bland annat som kejsare Uriel Septim VII i Elder Scrolls IV: Oblivion) och i tecknade filmer.

### Privatliv

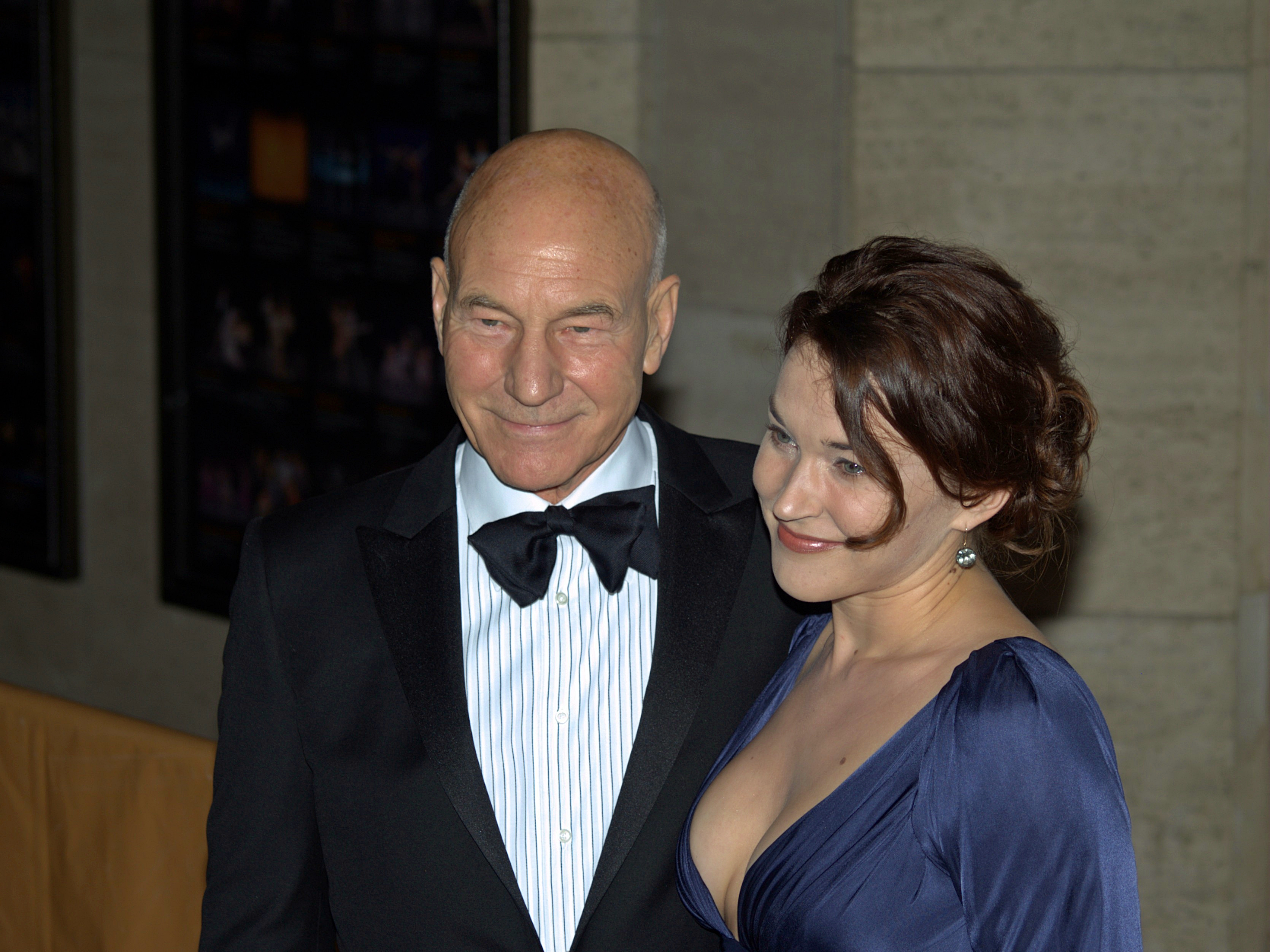
Patrick Stewart och Sunny Ozell 2010.

Stewarts föräldrar var Gladys (ogift Barrowclough) och Alfred Stewart.
1964 mötte han Sheila Falconer, koreograf på Bristol Old Vic, och de gifte sig den 4 mars 1966. De fick två barn, Daniel Freedom Stewart och Sophia Alexandra Stewart, och skilde sig 1990. 1997 förlovade han sig med Wendy Neuss, produktionsassistent i Star Trek Voyager, och de gifte sig 25 augusti 2000, men skilde sig sedan 14 oktober 2003. Patrick Stewart gifte sig med sin tredje hustru, musikern Sunny Ozell, 2013.
Stewart var universitetskansler vid universitetet i Huddersfield mellan 2004 och 2015. Han är, i fotspåren av den före detta brittiske premiärministern Harold Wilson från Labourpartiet, förmodligen den mest berömda supportern av Huddersfield Town AFC. Stewart har under hela sitt liv stött det brittiska Labourpartiet.

## Utmärkelser
- Laurence Oliviers pris för bästa skådespelare i en biroll,  1979
- Officer av Brittiska imperieorden,  2000[4]
- Knight Bachelor,  2009[5]
- Hedersdoktor vid Vrije Universiteit Brussel,  2015[6]
- Stjärna på Hollywood Walk of Fame
- Grammy Award

[Redigera Wikidata]

## Filmografi (i urval)

### Film
| År   | Titel                                       | Roll                                | Info            |
| ---- | ------------------------------------------- | ----------------------------------- | --------------- |
| 1981 | Excalibur                                   | Leondegrance                        |                 |
| 1984 | Dune                                        | Gurney Halleck                      |                 |
| 1986 | Lady Jane                                   | Henry Grey, Duke of Suffolk         |                 |
| 1991 | L.A. Story                                  | Mr. Perdue, Maitre D' at L'Idiot    |                 |
| 1993 | Dödens tåg                                  | Malcolm Philpott                    |                 |
| 1993 | Robin Hood - Karlar i trikåer               | Kung Rikard                         |                 |
| 1994 | Gunmen                                      | Loomis                              |                 |
| 1994 | Star Trek: Generations                      | Captain Jean-Luc Picard             |                 |
| 1994 | Pagemaster - den magiska resan              | Adventure                           |                 |
| 1996 | Star Trek: First Contact                    | Captain Jean-Luc Picard             |                 |
| 1997 | Sammansvärjningen                           | Doktor Jonas                        |                 |
| 1998 | Star Trek: Insurrection                     | Captain Jean-Luc Picard             |                 |
| 1998 | Prinsen av Egypten                          | Farao Seti I                        | Röstroll        |
| 1999 | En julsaga                                  | Ebenezer Scrooge                    | TV-film         |
| 2000 | X-Men                                       | Professor Charles Xavier            |                 |
| 2001 | Jimmy Neutron: Underbarnet                  | Kung Geggbot V                      | Röstroll        |
| 2002 | Star Trek: Nemesis                          | Captain Jean-Luc Picard             |                 |
| 2003 | X2: X-Men United                            | Professor Charles Xavier            |                 |
| 2005 | Nausicaä från Vindarnas dal                 | Lord Yupa                           | Anime, röstroll |
| 2006 | X-Men: The Last Stand                       | Professor Charles Xavier            |                 |
| 2007 | TMNT                                        | Max Winters / Yaotl                 | Röstroll        |
| 2007 | Earth                                       | Berättare                           | Röstroll        |
| 2009 | X-Men Origins: Wolverine                    | Professor Charles Xavier            | Cameo           |
| 2009 | Hamlet                                      | Kung Claudius / Spöket              | TV-film         |
| 2010 | Macbeth                                     | Macbeth                             | TV-film         |
| 2011 | Gnomeo & Juliet                             | William Shakespeare                 | Röstroll        |
| 2011 | The Captains                                | Sig själv / Captain Jean-Luc Picard |                 |
| 2012 | Ice Age: Continental Drift                  | Ariscratle                          | Röstroll        |
| 2012 | Ted                                         | Berättare                           | Röstroll        |
| 2012 | Richard II                                  | John of Gaunt                       | TV-film         |
| 2013 | The Wolverine                               | Professor Charles Xavier            | Cameo           |
| 2013 | Legends of Oz: Dorothy's Return             | Tugg                                | Röstroll        |
| 2014 | A Million Ways to Die in the West           | Får                                 | Röstroll        |
| 2014 | Match                                       | Tobi Powell                         |                 |
| 2014 | X-Men: Days of Future Past                  | Professor Charles Xavier            |                 |
| 2015 | Ted 2                                       | Berättare                           | Röstroll        |
| 2015 | Christmas Eve                               | Harris                              |                 |
| 2016 | Green Room                                  | Darcy                               |                 |
| 2017 | Logan – The Wolverine                       | Professor Charles Xavier            |                 |
| 2017 | Wilde Wedding                               | Harold                              |                 |
| 2017 | The Emoji Movie                             | Bajs                                | Röstroll        |
| 2019 | Charlie's Angels                            | John Bosley                         |                 |
| 2019 | Coda                                        | Henry Cole                          |                 |
| 2019 | The Kid Who Would Be King                   | Merlin som vuxen                    |                 |
| 2020 | Silverdraken                                | Nettlebrand                         | Röstroll        |
| 2022 | Doctor Strange in the Multiverse of Madness | Professor Charles Xavier            |                 |
| 2026 | Avengers: Doomsday                          | Professor Charles Xavier            |                 |

### TV
| År        | Titel                          | Roll                    | Info                                |
| --------- | ------------------------------ | ----------------------- | ----------------------------------- |
| 1976      | Jag, Claudius                  | Sejanus                 |                                     |
| 1987–1994 | Star Trek: The Next Generation | Captain Jean-Luc Picard | 176 avsnitt                         |
| 1993      | Star Trek: Deep Space Nine     | Captain Jean-Luc Picard | Avsnitt: "Emissary"                 |
| 2005–     | American Dad!                  | Avery Bullock           | Röstroll                            |
| 2015–2016 | Blunt Talk                     | Walter Blunt            | 20 avsnitt                          |
| 2020–2023 | Star Trek: Picard              | Captain Jean-Luc Picard | 30 avsnitt, även exekutiv producent |

## Datorspel
| År   | Titel                                | Roll                                |
| ---- | ------------------------------------ | ----------------------------------- |
| 2004 | X-Men Legends                        | Professor Charles Xavier            |
| 2005 | X-Men Legends II: Rise of Apocalypse | Professor Charles Xavier            |
| 2006 | The Elder Scrolls IV: Oblivion       | Emperor Uriel Septim VII            |
| 2006 | X-Men: The Official Game             | Professor Charles Xavier            |
| 2006 | Star Trek: Legacy                    | Captain Jean-Luc Picard             |
| 2010 | Castlevania: Lords of Shadow         | Zobek, berättaren                   |
| 2010 | Lego Universe                        | Berättaren                          |
| 2011 | The Sims Medieval                    | Berättaren                          |
| 2014 | Castlevania: Lords of Shadow 2       | Zobek                               |
| 2014 | Family Guy: The Quest for Stuff      | Sig själv / Captain Jean-Luc Picard |

## Teater

### Roller
| År   | Roll     | Produktion                       | Regi         | Teater                      |
| ---- | -------- | -------------------------------- | ------------ | --------------------------- |
| 2013 | Vladimir | Waiting for Godot Samuel Beckett | Sean Mathias | Cort Theatre, New York, USA |
| 2013 | Hirst    | No Man's Land Harold Pinter      | Sean Mathias | Cort Theatre, New York, USA |